# Гумеров, Амир Абубакирович
Амир Абубакирович Гумеров (род. 10 февраля 1952 года, Туктарово) — советский лыжник и российский тренер по биатлону и лыжным гонкам. Заслуженный тренер России. Почётный гражданин Белебеевского района (2014).

## Биография
Родился 10 февраля 1952 года в деревне Туктарово Альшеевского района Башкирской АССР.
Двукратный чемпион СССР по лыжным гонкам среди юниоров (1972, 1973). В 1974 году на профсоюзных сборах познакомился со своей будущей супругой Надеждой.
В 1981 году окончил Алма-Атинский государственный институт физической культуры. Мастер спорта СССР по лыжным гонкам (1984). В 1997 году вместе с женой переехал в Белебей.
В 1999 году назначен старшим тренером сборной Всероссийского общества слепых и паралимпийской сборной России. Работал тренером-преподавателем по лыжным гонкам спортивно-оздоровительного комплекса Белебеевского района, затем стал старшим тренером паралимпийской сборной команды России по лыжным гонкам и биатлону Центра спортивной подготовки сборных команд России.
Наиболее высоких результатов среди его воспитанников добились:
- Александр Давидович — двукратный бронзовый призёр Паралимпийских игр 2014 года,
- Кирилл Михайлов — пятикратный чемпион Паралимпийских игр (2006, 2010, 2014)[3],
- Ирек Зарипов — четырёхкратный чемпион Паралимпийских игр 2010 года[4],
- Ирек Маннанов — двукратный чемпион Паралимпийских игр (1998, 2002)[5],
- Рустам Гарифуллин — двукратный чемпион Паралимпийских игр 2006 года.

## Награды и звания
- Почётное звание «Заслуженный тренер России».
- Орден Дружбы народов Республики Башкортостан (2006)[6].
- Орден Почёта (2010)[7].
- Знак отличия «За самоотверженный труд в Республике Башкортостан» (2010).
- Орден Дружбы (2014)[8].
- Орден «За заслуги перед Республикой Башкортостан»[9].
- Почётный гражданин Белебеевского района (2014)[10][11].